# Oscar Lewis

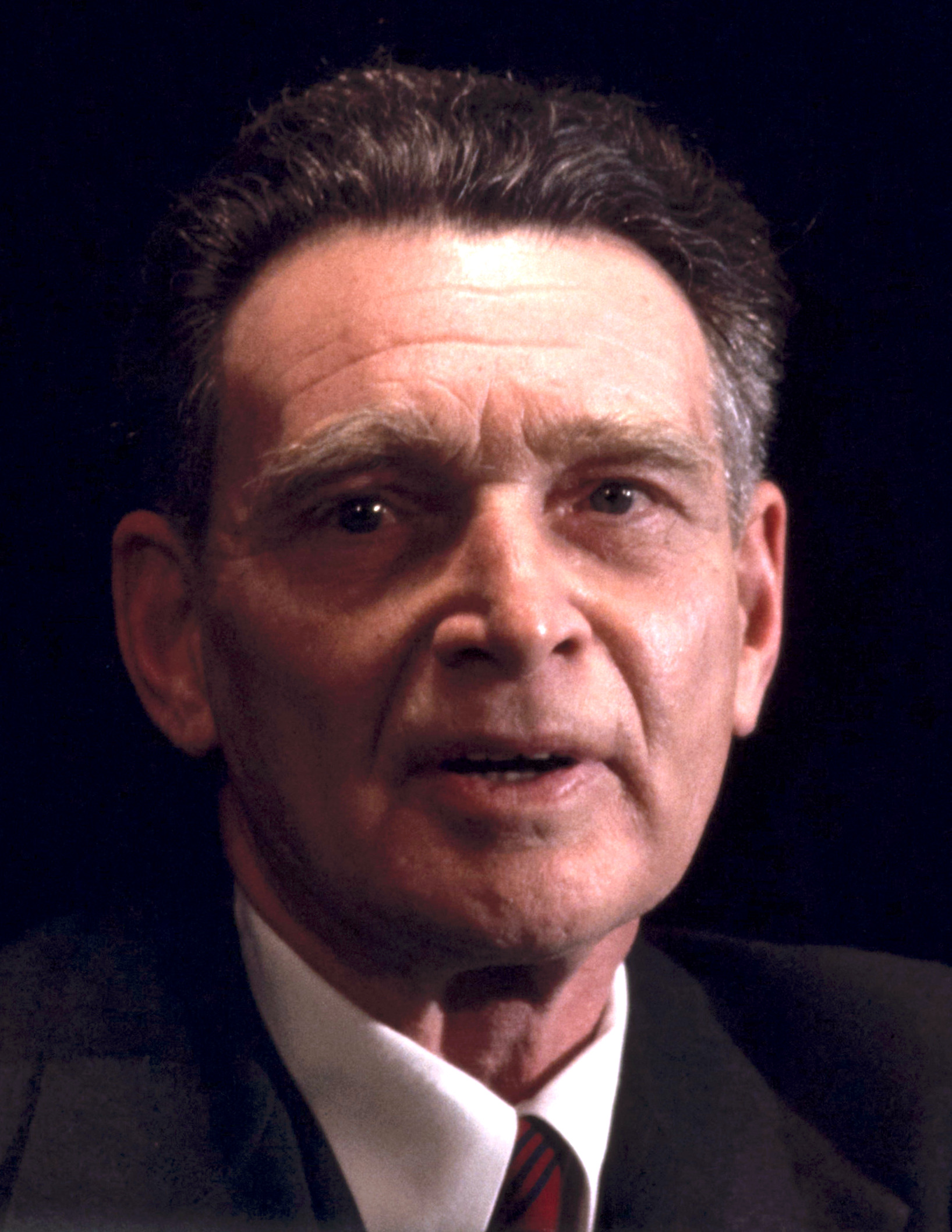
Oscar Lewis, 1970

Oscar Lewis (* 25. Dezember 1914 in New York City als Oscar Lefkowitz; † 16. Dezember 1970 ebenda) war ein US-amerikanischer Anthropologe/Ethnologe und Schüler von Ruth Benedict. Er entwickelte das Konzept der Kultur der Armut.

## Leben
Lewis erhielt 1940 seinen Ph.D. an der Columbia University. Er arbeitete am Brooklyn College, an der University of Washington, an der University of Illinois at Urbana-Champaign, deren anthropologische Fakultät er 1948 mitgründete, und an der Yale University, jeweils in kulturanthropologischen Zusammenhängen. 1943 arbeitete er als Vertreter des Inter-American Indian Institute in Mexiko, was einen großen Einfluss auf seine Arbeit hatte.
Im Fokus seiner Feldforschung standen ethnografisch beschreibende Untersuchungen der ärmsten Bevölkerungsschichten, insbesondere in Mexiko, außerdem führte er Studien in Puerto Rico, Kuba und Indien durch.  Aufgrund der Theorien von Lewis wurde in Mexiko das Oportunidades-Programm ins Leben gerufen.
1968 wurde Lewis von der kubanischen Regierung eingeladen, eine Studie zu den gesellschaftlichen Veränderungen durch die Revolution in der Bevölkerung durchzuführen, deren Arbeitsweise an sein viel beachtetes Werk Die Kinder von Sánchez angelehnt sein sollte. Das von Lewis angeführte Forschungsteam arbeitete 1969 und 1970, bis die kubanische Regierung das Projekt im Juni 1970 mit dem Vorwurf, Lewis sei ein Agent der CIA, zum Abbruch zwang, einen wichtigen Teil der gesammelten Daten konfiszierte und einen kubanischen Mitarbeiter der Studie inhaftierte. Lewis starb wenige Monate später, ohne dass er die vorliegenden Ergebnisse noch hätte wissenschaftlich verwerten können. Erst mehrere Jahre nach seinem Tod erschienen die aus der Arbeit in Kuba entstandenen Berichte Four Men, Four Women und Neighbors.
1967 wurde Lewis in die American Academy of Arts and Sciences gewählt.

## Werke
- Five Families; Mexican Case Studies in the Culture of Poverty, 1959.
- Tepoztlán, Village in Mexico, 1960.
- Pedro Martinez: Selbstporträt eines Mexikaners, Düsseldorf; Wien: Econ-Verl., 1965
- The Children of Sánchez, Autobiography of a Mexican Family , 1961, dt. Die Kinder von Sánchez: Selbstporträt einer mexikanischen Familie, 4. Auflage, Göttingen : Lamuv-Verl., 1989
- La Vida; A Puerto Rican Family in the Culture of Poverty. San Juan und New York, 1966, dt. La Vida: eine puerto-ricanische Familie in der Kultur der Armut: San Juan & New York, Düsseldorf [u. a.]: Econ-Verl., 1971
- A Death in the Sánchez Family, 1969, dt. Ein Tod in der Familie Sánchez, Göttingen: Lamuv-Verl., 1986, ISBN 978-3-88977-048-6
- mit Ruth M. Lewis und Susan M. Rigdon: Four Men: Living the Revolution: An Oral History of Contemporary Cuba, Urbana, Ill.: Univ. of Illinois Pr., 1977, ISBN 978-0-25200-628-9
- mit Ruth M. Lewis und Susan M. Rigdon: Four Women: Living the Revolution: An Oral History of Contemporary Cuba, Urbana, Ill.: Univ. of Illinois Pr., 1977, ISBN 978-0-25200-805-4
- mit Ruth M. Lewis und Susan M. Rigdon: Neighbors: Living the Revolution: An Oral History of Contemporary Cuba, Urbana, Ill.: Univ. of Illinois Pr., 1978, ISBN 978-0-25200-641-8

## Sekundärliteratur
- Susan M. Rigdon, The culture facade: art, science, and politics in the work of Oscar Lewis, Urbana, Ill. [u. a.] : Univ. of Illinois Pr., 1988